# Курганица (Кормянский район)
 Курганица (бел. Курганіца) — деревня в Коротьковском сельсовете Кормянского района Гомельской области Беларуси.
В связи с радиационным загрязнением после катастрофы на Чернобыльской АЭС жители (14 семей) переселены в 1990-х годах в чистые места.
На западе и востоке граничит с лесом.

## География

### Расположение
В 13 км на восток от Кормы, в 68 км от железнодорожной станции Рогачёв (на линии Могилёв — Жлобин), в 123 км от Гомеля.

## Транспортная сеть
Транспортные связи по просёлочной, затем автомобильной дороге Волынцы — Корма. Планировка состоит из короткой, редко застроенной улицы, ориентированной с юго-востока на северо-запад, к центру которой присоединяется с юго-запада переулок. Застройка деревянная усадебного типа.

## История
Согласно письменным источникам известна с XIX века как селение в Кормянской волости Рогачёвского уезда Могилёвской губернии. В 1909 году 86 десятин земли. В 1931 году жители вступили в колхоз. Согласно переписи 1959 года была в составе колхоза «Родина» (центр — деревня Струкачёв).

## Население

### Численность
- 1990-е — жители (14 семей) переселены.

### Динамика
- 1897 год — 3 двора, 18 жителей (согласно переписи).
- 1909 год — 21 житель.
- 1959 год — 118 жителей (согласно переписи).
- 1990-е — жители (14 семей) переселены.